# Nervo toracodorsal
O nervo toracodorsal, também conhecido como nervo subescapular médio ou subescapular longo, é um nervo presente em humanos e em outros animais que inerva o músculo grande dorsal.
Ele surge do plexo braquial, com fibras derivadas do sexto, sétimo e oitavo cervicais. Se deriva dos ramos ventrais, apesar de inervar um músculo dorsal. O nervo toracodorsal é um ramo do cordão posterior do plexo braquial, e é composto por fibras das divisões posteriores de todos os três troncos do plexo braquial.
Ele segue junto à arteria subescapular, junto da parede posterior da axila, até o grande dorsal, inervando até a borda inferior do músculo, na superfície profunda.
O músculo grande dorsal pode ser usado em transplantes e para aumentar a sístole em casos de falha cardíaca. Nesses casos, a inervação é preservada.

## Imagens adicionais

Plexo braquial
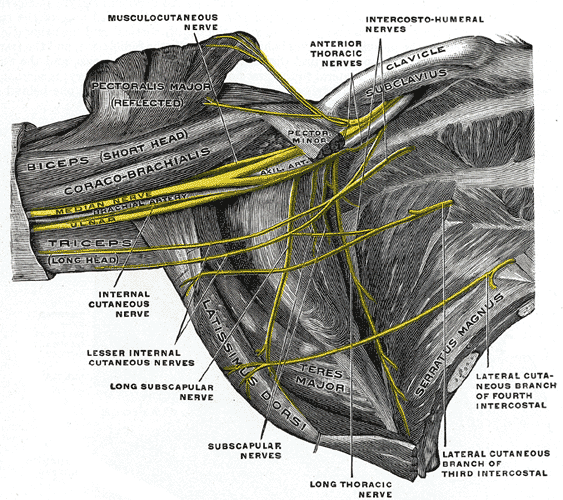
Plexo braquial direito na fossa axilar.
Plexo braquial com curso dos nervos espinhais destacados.